# Zeng Yi
Zeng Yi (chino: 曾毅, pinyin: Zeng Yì; nacido el 6 de noviembre de 1979) es un cantante chino. Interpreta temas musicales en chino mandarín, así como inglés, y además es miembro del dúo Phoenix Legend junto con Yangwei Linghua.

## Biografía
Zeng nació en Yiyang, Hunan en China, el 6 de noviembre de 1979. 
En sus primeros años, era un trabajador. Cuando trabajaba en Guangzhou, él se hizo conocer con Yangwei Linghua.
En 2011, ingresó en a la "Chinese People's Liberation Army Naval Song and Dance Troupe".

## Vida personal
El 20 de noviembre de 2011, se casó con Zeng Li Na (李娜) en Yiyang.

## Filmografía

### Programas de variedades
| Año               | Programa          | Notas                                              |
| ----------------- | ----------------- | -------------------------------------------------- |
| 2016              | Hurry Up, Brother | (ep. #4.10) - invitado - junto a Yangwei Linghua   |
| 2012, 2015 - 2017 | Happy Camp        | (6 episodios) - invitado - junto a Yangwei Linghua |